# Another Brick in the Wall
"Another Brick in the Wall" là ca khúc của ban nhạc progressive rock người Anh Pink Floyd, trích từ album The Wall (1979). Toàn bộ 3 phần của ca khúc do Roger Waters sáng tác.
Phần thứ hai của ca khúc, hay tên đầy đủ là "Another Brick in the Wall (Part II)" có nội dung phản đối phương pháp giáo dục đương thời nên được ban nhạc sử dụng dàn hợp xướng thiếu nhi. Sau khi nghe Bob Ezrin gợi ý, ban nhạc bổ sung thêm một chút yếu tố disco cho phần này. Giai điệu này được Pink Floyd sau đó phát hành dưới dạng đĩa đơn vào năm 1979, và là đĩa đơn đầu tiên của họ tại Anh kể từ "Point Me at the Sky" (1968). "Another Brick in the Wall (Part II)" trở thành đĩa đơn quán quân duy nhất của ban nhạc tại Anh, ngoài ra còn tại nhiều quốc gia khác với hơn 4 triệu bản được bán trên toàn thế giới. Giai điệu này còn có được đề cử giải Grammy cho "Trình diễn song tấu hoặc nhóm nhạc giọng rock xuất sắc nhất" (1980) và được tạp chí Rolling Stone xếp hạng 375 trong danh sách "500 bài hát vĩ đại nhất".
Năm 2004, nhóm nu metal Korn đã hát lại toàn bộ 3 phần của ca khúc này và đưa vào album tuyển tập Greatest Hits, Vol. 1. Nhóm Class of '99 cũng từng hát lại 2 phần đầu tiên của "Another Brick in the Wall" để làm soundtrack bộ phim The Faculty (1998) – đó cũng là lần cuối cùng Layne Staley thu âm cho tới khi qua đời vào năm 2002.

## Thành phần tham gia sản xuất
TheoThe Pink Floyd Encyclopedia.
Part I
- Roger Waters – hát chính, bass
- David Gilmour – guitar, hát bè
- Richard Wright – Prophet-5 synthesiser, Minimoog

Part II
- Roger Waters – bass, hát
- David Gilmour – guitar, hát
- Nick Mason – trống
- Richard Wright – Hammond organ, Prophet-5 synthesiser
- Học sinh trường tiểu học Islington Green School (do Alun Renshaw quản lý) – hợp xướng

Part III
- Roger Waters – bass, hát, guitar nền
- David Gilmour – lead guitar
- Nick Mason – trống
- Richard Wright – Prophet-5 synthesiser

## Xếp hạng và chứng chỉ
| Bảng xếp hạng (1979–80)           | Vị trí cao nhất |
| --------------------------------- | --------------- |
| Australia (Kent Music Report)     | 2               |
| Áo (Ö3 Austria Top 40)            | 1               |
| Bỉ (Ultratop 50 Flanders)         | 2               |
| Canadian RPM Top Singles          | 1               |
| Denmark (Hitlisten)               | 1               |
| Finland (Suomen virallinen lista) | 1               |
| Đức (GfK)                         | 1               |
| Ireland (IRMA)                    | 1               |
| Israel Singles Chart              | 1               |
| Hà Lan (Dutch Top 40)             | 3               |
| Hà Lan (Single Top 100)           | 4               |
| New Zealand (Recorded Music NZ)   | 1               |
| Na Uy (VG-lista)                  | 1               |
| Bồ Đào Nha Singles Chart          | 1               |
| Nam Phin Chart (Springbok Radio)  | 1               |
| Spain (PROMUSICAE)                | 2               |
| Thụy Điển (Sverigetopplistan)     | 1               |
| Thụy Sĩ (Schweizer Hitparade)     | 1               |
| Anh Quốc (OCC)                    | 1               |
| Hoa Kỳ Billboard Hot 100          | 1               |
| US Cash Box Top 100               | 1               |

| Bảng xếp hạng (2012) | Vị trí cao nhất |
| -------------------- | --------------- |
| Pháp (SNEP)          | 118             |

| Bảng xếp hạng (1980) | Vị trí |
| -------------------- | ------ |
| Australia            | 4      |
| Canada               | 1      |
| Germany              | 2      |
| New Zealand          | 5      |
| South Africa         | 8      |
| Switzerland          | 1      |
| US Billboard Hot 100 | 2      |
| US Cash Box          | 3      |

| Quốc gia                                                                           | Chứng nhận       | Số đơn vị/doanh số chứng nhận |
| ---------------------------------------------------------------------------------- | ---------------- | ----------------------------- |
| Pháp (SNEP)                                                                        | Vàng             | 841,000                       |
| Đan Mạch (IFPI Đan Mạch)                                                           | Vàng             | 45.000‡                       |
| Đức (BVMI)                                                                         | Vàng             | 250.000^                      |
| Ý (FIMI)                                                                           | Vàng             | 15.000*                       |
| Tây Ban Nha (PROMUSICAE)                                                           | Vàng             | 50,000^                       |
| Anh Quốc (BPI)                                                                     | Bạch kim         | 1,100,000                     |
| Hoa Kỳ (RIAA)                                                                      | Vàng và Bạch kim | 1,500,000^                    |
| * Chứng nhận dựa theo doanh số tiêu thụ. ^ Chứng nhận dựa theo doanh số nhập hàng. |                  |                               |